# Antonio Escuriet
Antonio Escuriet (Saragozza, 7 maggio 1909 – Castellar de la Ribera, 18 febbraio 1998) è stato un ciclista su strada spagnolo.
Professionista dal 1931 al 1942, ottenne due successi di tappa alla Vuelta a España e nella edizione del 1935 indossò anche per un giorno la maglia amarillo, simbolo del primato nella classifica generale.

## Palmarès
- 1933

Classifica generale Vuelta a Levante
Vuelta a Madrid
Vuelta a Guipuzcoa
4ª tappa Vuelta Pontevedra
- 1934

Classifica generale Vuelta a Castilla
Vuelta a Madrid
10ª tappa Volta Ciclista a Catalunya (Terrassa > Barcellona)
- 1935

Vuelta a Alava
2ª tappa Vuelta a España (Valladolid > Santander)
Classifica generale Vuelta a la Mancha
- 1936

Circuito de Pascuas
- 1939

Classifica generale Barcellona-Madrid
5ª tappa Volta Ciclista a Catalunya (Sant Feliu de Guíxols > Terrassa)
2ª tappa Madrid-Lisbona
- 1941

4ª tappa Vuelta a España (Siviglia > Malaga)

## Piazzamenti

### Grandi Giri
- Vuelta a España

1935: ritirato
1936: 5º
1941: 6º
1942: ritirato

### Competizioni mondiali
- Campionati del mondo

Montlhéry 1933 - In linea Professionisti: 13º